# Neorrealismo italiano
O neorrealismo italiano foi um movimento cultural surgido na Itália ao final da segunda guerra mundial, cujas maiores expressões ocorreram no cinema. Seus maiores expoentes foram Roberto Rossellini, Vittorio De Sica e Luchino Visconti, todos fortemente influenciados pelos filmes da escola do realismo poético francês.
O cinema neorrealista italiano caracterizou-se pelo uso de elementos da realidade numa peça de ficção, aproximando-se até certo ponto, em algumas cenas, das características do filme documentário. Ao contrário do cinema tradicional de ficção, o neo-realismo buscou representar a realidade social e econômica de uma época.

## Origem
O marco inicial do movimento é o lançamento do filme de Rossellini, Roma, città aperta (1944-1945), rodado logo após a libertação de Roma, nitidamente influenciado pelo realismo poético francês. A "paternidade do termo" é de dúbia possibilidade: a primeira diz que seria de Umberto Barbaro quando chamou de "neorrealístico" o filme Ossessione, do qual havia sido montador; e a outra possibilidade atribui o termo a Mario Serandrei, quando este usou o termo em uma resenha do filme Quai des Brumes.
Apesar de Roma... ter marcado o início do movimento, o primeiro filme daqueles dias é o documentário Giorni di Gloria, de Giuseppe de Santis, Marcello Pagliero, Mario Serandrei e Luchino Visconti), que traz cenas reais alternadas com cenas reconstituídas da ocupação nazi-fascista. Porém o filme foi exibido depois de Roma....

## Características
O Neorrealismo italiano, por características comuns entre as obras e por uma ideologia difundida entre seus realizadores, tanto estética quanto política, constitui um "estilo de época" do Cinema. Teve lugar e tempo na Itália do final da Segunda Grande Guerra, em processo de "libertação" do regime fascista, como veículo estético-ideológico da resistência. Hasteava a bandeira da representação objetiva da realidade social como forma de comprometimento político. Seu período mais produtivo e significativo ocorreu entre 1945 e 1948.
Seus temas protagonizados por pessoas da classe operária imersas em um ambiente injusto e fatalista, sempre encontrando a frustração na eterna busca por melhores condições de vida, foram trazidos por influência do realismo poético francês.
Apesar de haver um certo consenso quanto às suas características, não existe uma delimitação exata quanto ao período de duração do movimento. Seguindo o paradigma observado na maior parte dos estilos estéticos da História da Arte e do Cinema, o nascimento dessa corrente aconteceu gradualmente, levando algum tempo até que se observasse o aparecimento de um filme genuinamente neo-realista. E, da mesma forma, sofreu uma decadência paulatina, sem um ponto delimitado de começo ou fim.

### Neo-realismo como contraponto à estética fascista
Certamente, no entanto, não seria possível falar de Neorrealismo na Itália antes da decadência do regime fascista, que vigorou de 1922 a 1945.  Esta, porém, não se limitava apenas a transformações de aspecto político, mas tinha também um projeto estético abrangente e definido. O Fascismo, muito além de puro fenômeno político, trazia consigo uma ideologia estética profundamente fincada em seus valores morais e sociais — e esta era, aliás, uma característica comum às manifestações de ideologias totalitárias.
Entre as várias propriedades dessa ideologia estética, estava a representação da sociedade por meio de uma ótica moralista/positivista, muito mais adequada à legitimação do regime do que à realidade das massas. Conseqüência direta dessa visão de mundo foi a produção em larga escala (estimulada e apreciada pelo governo) de filmes melodramáticos, épicos, romanceados, construindo na tela uma representação um tanto distante da vida cotidiana da sociedade italiana.
Um dos objetivos da geração neo-realista, posteriormente, seria a maior aproximação daquilo que acreditava ser a realidade do povo, para contrapor a essa "falsa imagem" da sociedade; os neo-realistas queriam apresentá-la, e não representá-la.
O que essa vanguarda pretende colocar na tela é um registro da vida das pessoas, no momento atual, contemporâneo à produção. Não interessava mais falar de tempos passados ou das tragédias folhetinescas. O cineasta neo-realista filmará a favela, a vila de pescadores, as ruas cheias de gente nos centros das cidades. A preocupação é com o "hic et nunc", num dos momentos mais críticos da História da Itália, e os jovens diretores acreditam no cinema como forma de expor os problemas — para que sejam resolvidos.
Esse comprometimento com o "retrato da verdade" faz com que a geração que desponta a partir da invasão aliada, em 1944/45 seja identificada como um movimento que os críticos Pietrangeli e Barbaro apelidam de Verismo (do it.  vero, verdadeiro). O Neo-Realismo é percebido e nomeado enquanto os filmes estão sendo feitos, ou seja, o estilo é identificado no mesmo momento de sua produção artística, e não posteriormente. No mínimo, isso significa que a Itália notou que algo de diferente estava sendo feito.

## Principais autores e obras
Luchino Visconti, com seu filme "Ossessione", de 1943, lançou a primeira pá na construção desse movimento. Adaptando o romance "The Postman Always Rings Twice" ("O Carteiro sempre toca duas vezes"), do norte-americano James Cain, o diretor conseguiu retratar um país de contrastes, que destoava da representação estilizada então dominante. Isso chocou os censores que, mesmo tendo aprovado anteriormente o roteiro, engavetaram a produção, até que o próprio Duce o tivesse visto — e apreciado!
Roberto Rossellini, ainda durante a guerra — e, mais especificamente, no próprio campo de batalha — filma "Roma, Città Aperta" (1945), inserindo registros de combates verdadeiros junto à dramatização. Rodado clandestinamente, como a própria resistência dos Partisans, o filme situa-se num limiar entre encenação e documento histórico. E, ainda, peça de propaganda contra o regime agonizante. No ano seguinte, realiza "Paisà", cujos 6 episódios acompanham o trajeto dos "libertadores", do sul para o norte, retratando a convivência entre italianos e aliados estrangeiros (com pessoas atuando nos papéis delas mesmas), com seus conflitos e choques inevitáveis.
Em "Germania, Anno Zero" (1948), Rosselini visita a outra nação derrotada (e destroçada), a Alemanha, para mostrar uma realidade muito semelhante à da Itália. Submetidos novamente a uma ocupação, a restrições e a toda sorte de privações, os alemães violam os valores éticos mais primários por causa da fome, e Rossellini espelha neles a própria crise italiana. Além desses, a "base teórica" do movimento deveu muito ainda a Cesare Zavattini, que adaptou e roteirizou vários dos filmes ("I Bambini Ci Guardano", 1944) ("Sciuscià", 1946) (Umberto D., 1952) e ao produtor/diretor Giuseppe Amato, que saiu da produção ativa do período fascista para patrocinar as experiências ousadas da geração Neo-Realista.
Mas é com Vittorio De Sica que o Neo-Realismo produz uma das obras mais expressivas e emblemáticas de sua estética. O filme Ladri di biciclette (1948) contém os principais elementos do filme Neo-Realista: a temática dos problemas sociais, a criança, os atores iniciantes ou desconhecidos, a ambientação in loco, a ausência de apelos técnicos ou dramatúrgicos e ao mesmo tempo um intenso conflito na trama (também escrita por Zavattini). Pela história do homem recém-empregado que tem seu instrumento de trabalho — a bicicleta — roubado, e assim ameaçado de perder o emprego, De Sica emoldura um quadro da classe trabalhadora urbana de então, assombrada pelo desemprego.

## Ramificação e decadência
O mesmo ano de 1948 vê o aparecimento de vertentes distintas do mesmo movimento, que de certo modo significam estágios paralelos de desenvolvimento.
Em "La Terra Trema" (1948, de Visconti (Francesco Rosi e Franco Zeffirelli são os assistentes de direção), pescadores da Sicília interpretam eles próprios, num filme rodado de maneira semi-documental e crua - mais, talvez, do que "Ladri di Biciclette". Mas o apelativo "Riso Amaro", de Giuseppe DeSantis, constitui-se em outra face do movimento, ainda que se situe dentro da maleável fronteira do "estilo" Neo-Realista. Para muitos críticos, porém, observa-se nesse filme o início do declínio do movimento. A estética engajada comprometida em desnudar as contradições da sociedade acaba por se submeter à "exploração comercial", o que provoca "o começo do fim do movimento que havia trazido ao cinema italiano a vitalidade artística e significação social" (Ephraim Katz).
A chamada geração neo-realista— que ainda teve diretores menos significativos como Pietro Germi, Aldo Vergano, Alberto Lattuada, Luciano Emmer, Renato Castellani e Luigi Zampa — acaba, então, sucumbindo às circunstâncias.
Na década de 1950, o cenário já é outro, o quadro de crise econômica e social parece ter sido amenizado, a televisão ganha cada vez mais espaço como mídia e, para enfrentá-la, os produtores passam a investir no cinema do puro entretenimento escapista. Um pouco mais tarde, Federico Fellini e Michelangelo Antonioni, que tinham participado do Neo-Realismo, afastam-se do Verismo ortodoxo e vão apelar à farsa exuberante ou ao drama existencial para redesenhar a Itália e suas novas questões.